# 洛扎曲
洛扎曲，是布拉馬普特拉河支流庫魯曲上游中國境內河段名稱，發源於西藏自治區山南地區洛扎縣扎日鄉的庫拉岡日峰北側冰川。洛扎曲上游稱為洛扎雄曲（洛扎怒曲），大致以順時針方向繞行藏族四大神山之一的庫拉岡日峰而流，經扎日鄉、縣治洛扎鎮、生格鄉，於拉康鎮附近匯集源自措美縣的左側支流蝦曲後，始稱洛扎曲。續南流至白玉俄姆勒莎附近成為中國與不丹兩國的界河。續流至松卡爾納右側支流吉格弄後，進入不丹境內，改稱庫魯曲。